# میچ هریس
میچ هریس (انگلیسی: Mitch Harris؛ زادهٔ ۳۱ اکتبر ۱۹۶۹) یک موسیقی‌دان اهل ایالات متحده آمریکا است.